# Architektura Urartu

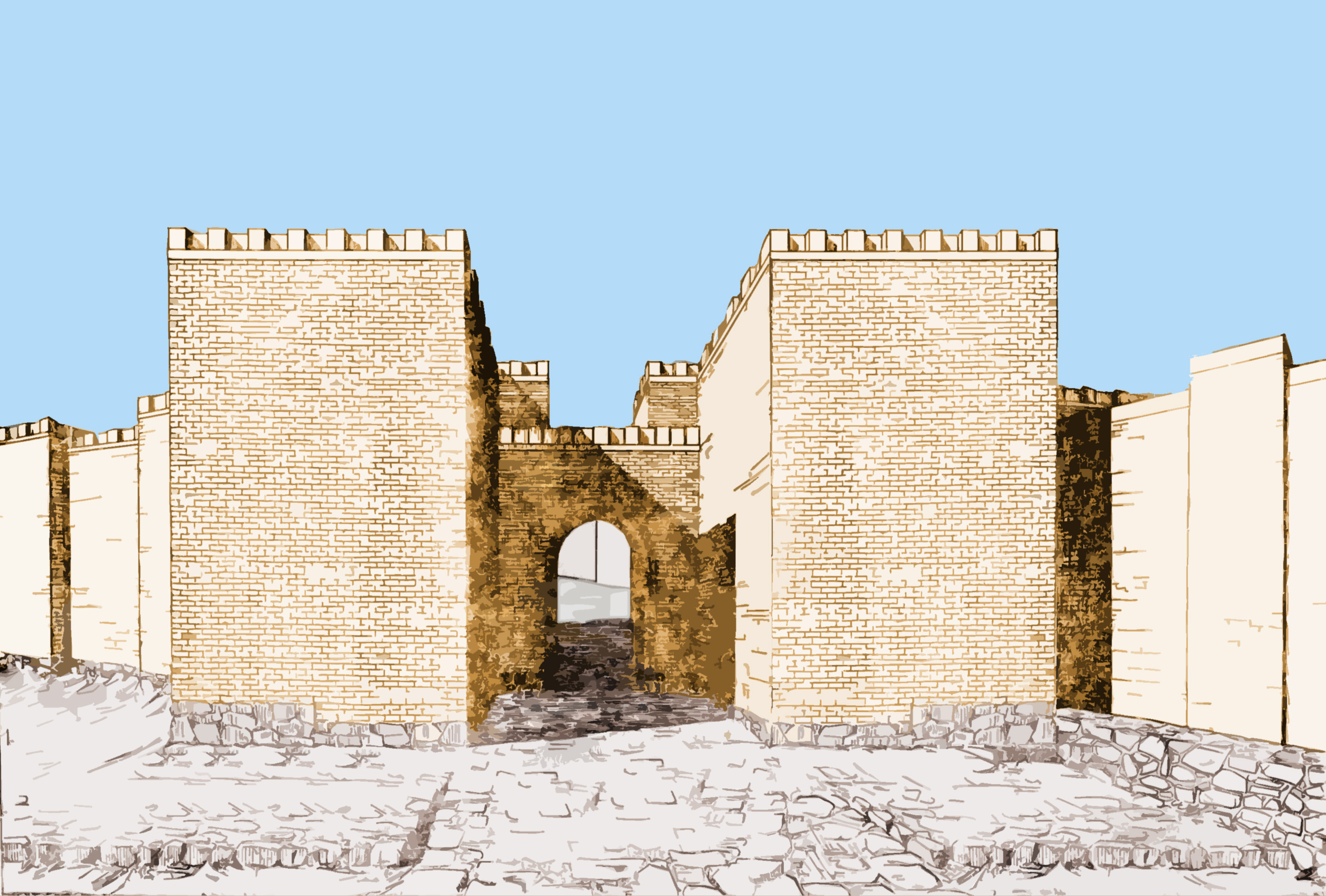
Próba rekonstrukcji twierdzy Tejszebaini

Architektura Urartu – sposób konstruowania i wykonywania budowli przestrzennych, charakterystyczny dla kultury urartyjskiej, organizowanie przestrzeni, używanej przez mieszkańców Urartu, a także planowanie miast, osad i poszczególnych zabudowań.

## Prehistoria

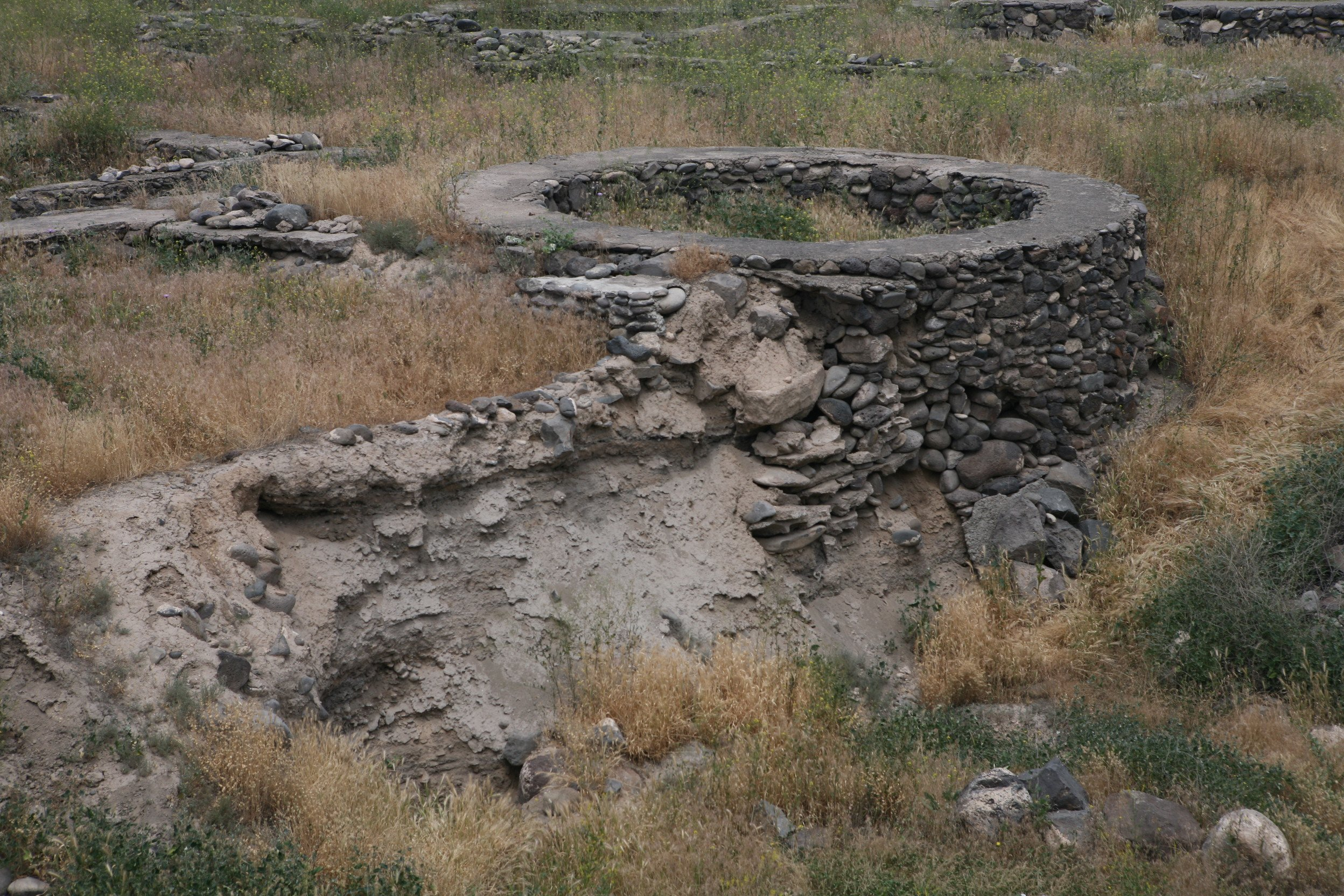
Pozostałości osady neolitycznej, stanowisko Szangawit, IV tys. p.n.e.

Najstarsze budowle na Wyżynie Armeńskiej datowane są na paleolit i neolit. Z tego okresu pochodzą pozostałości odkryte w Artvinie, Arzni, Elarze, Eczmiadzynie, Nurnusie, Sisjanie. Datowane na V–IV tys. p.n.e. osady neolityczne wznoszono z suszonej cegły, drewna, zmieszanej z gliną trzciny i kamienia. Domy mieszkalne budowano na planie koła, prostokąta oraz (w miarę potrzeby, gdy sytuacja rodzinna wymagała zwiększenia powierzchni mieszkalnej) powiększano dom mieszkalny o przybudówkę na planie koła lub prostokąta. Tak powstawały budynki, nadające się do zamieszkania przez ród. Zewnętrzne mury były bardzo grube, niekiedy podwójne, z pozostawioną pomiędzy nimi przestrzenią. Skupisko domów dodatkowo było otaczane murem, który chronił całą osadę. Przestrzeń między murem domów a murem obronnym wypełniano dla wzmocnienia ziemią i odłamkami skalnymi. Przykładem takiej osady jest osiedle zlokalizowane nieopodal Szengawit, datowane na koniec IV tys. p.n.e.
W neolicie pojawiły się takie formy architektoniczne, jak: menhir, kromlech i dolmen (które później używano jako domostwa). Na epokę brązu (III–II tys. p.n.e.) datowane są obnoszone murem kurhany ziemne, w których grzebano wodzów i starszyznę plemienną. Takie kurhany mogły pomieścić wozy bojowe i cenne przedmioty, świadczące o statusie społecznym zmarłego. Osiedla, poczynając od III tys. p.n.e., wznoszono na szczytach gór lub urwiskach (tzw. cyklopie twierdze). Budowano je z grubych ciosów kamiennych, poszczególne dzielnice przedzielano murami. Wokół szczytu wznoszono mury. Bezpieczeństwo osiedlu zapewniała cytadela.
Zarówno w neolicie, jak i epoce brązu, pod budowę wybierano zazwyczaj skałę lub wznoszono ją po prostu na ziemi. Nie używano zaprawy. Kamienie, z których układano mury, dopasowując je do siebie, miały cios poligonalny, regularny lub były w ogóle nieobrobione.
Metryka pierwszych miast na Wyżynie Armeńskiej sięga drugiej połowy II tys. p.n.e., gdy zaczęły się tworzyć liczne skupiska ludzi. W I tys. p.n.e. osiedla przekształciły się w miasta. Sposób ich budowania przypominał neolityczne osiedla, tradycja budowania poszczególnych domów mieszkalnych także zachowała się neolityczna. Domy były przedzielone na dwie części. Okrągłą przykrywała kopuła pozorna, prostokątną – płaski dach. Przykładem takiego miasta są pozostałości odkryte w niższych warstwach urartyjskiego Tejszebaini (Karmir Blur).

## Ogólna charakterystyka

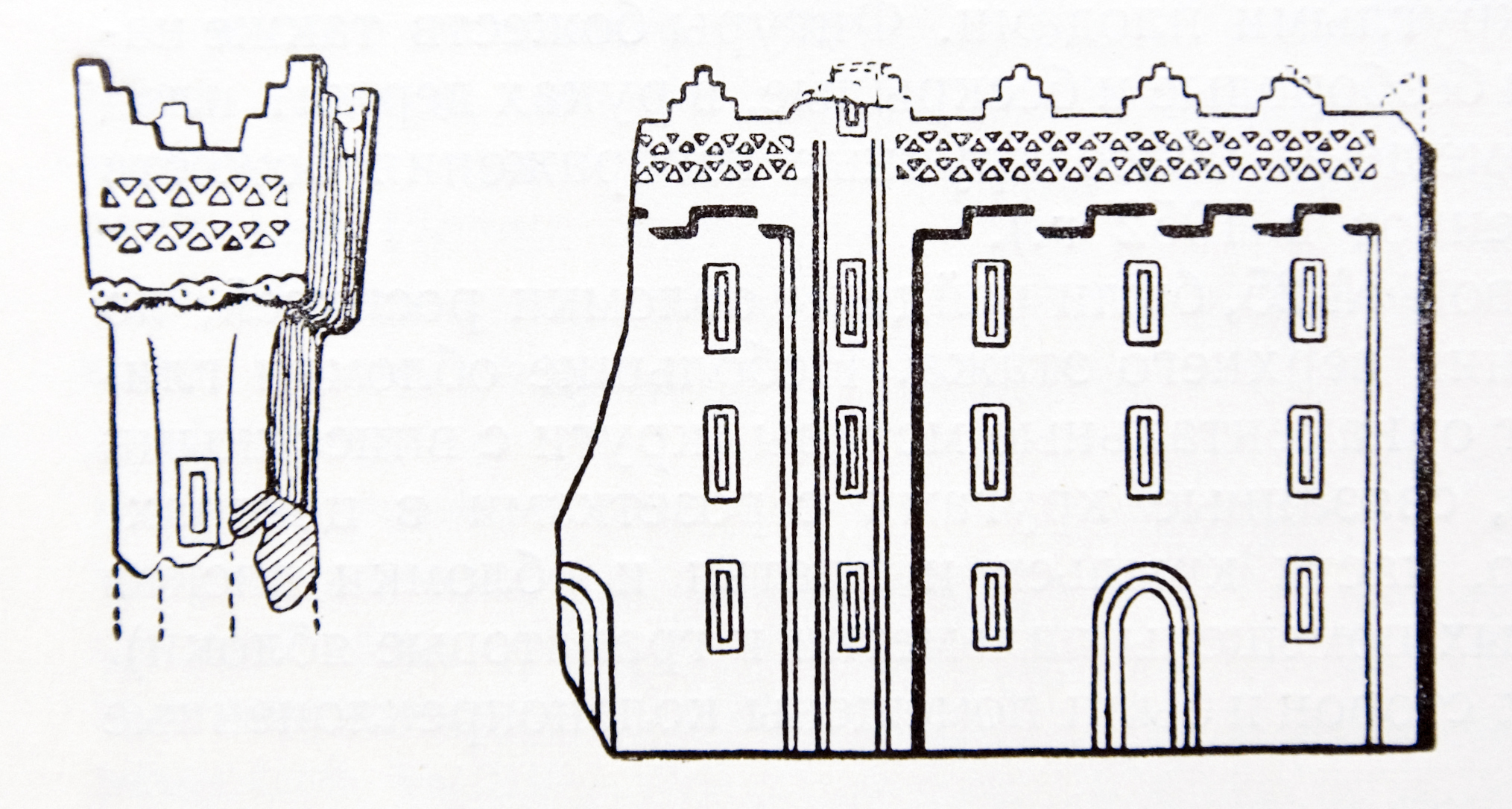
Fragmenty budynków w Tuszpie wykonane na podstawie grawerunku na przedmiotach z brązu, 1910 rok, Muzeum Brytyjskie

Architektura urartyjska łączy w sobie lokalną tradycję budownictwa neolitycznego z formami, wywodzącymi się z architektury państw i kultur sąsiednich, z którymi Urartu utrzymywało kontakty (Mezopotamia, Anatolia, Syria). Rodzimą cechą architektury Urartu była umiejętność pogodzenia monumentalizmu mezopotamskiego z lekkością form architektury syro-hetyckiej. Architektura miała dominującą pozycję w sztuce urartyjskiej w czasach świetności Urartu (IX–VI wiek p.n.e.) – z tego okresu zachowały się liczne budowle świeckie, sakralne oraz użytkowe (mosty, kanały, zbiorniki wodne, drogi itp.). Głównymi budulcami były kamień, drewno i glina. Sposób ciosania kamieni zachował się z czasów neolitu, kamieni używano do stawiania fundamentów, murów i cokołów. Z cegły suszonej zazwyczaj budowano dekoracje. Jej wymiary wahały się od 52×35×15 cm do 52×52×15 cm. Ściany od wewnątrz wygładzano gipsem i dekorowano malarstwem lub ortostatami (zwyczaj zaczerpnięty z architektury syryjskiej). Niekiedy z kamieni w dwóch kolorach na ścianach układano szachową mozaikę. Taki sam wzór spotykany jest też na posadzkach. Oprócz kamienia do wykładania posadzek używano też drewna. Pokrycia dachowe wspierano na drewnianych belkach. Dachy budowli były płaskie, w budowlach skalno-pieczarowych stosowano sklepienia.

## Planowanie miast
pałac
     perystyl
     świątynia Susi
     Pomieszczenia Dzbanów
     świątynia Chaldiego

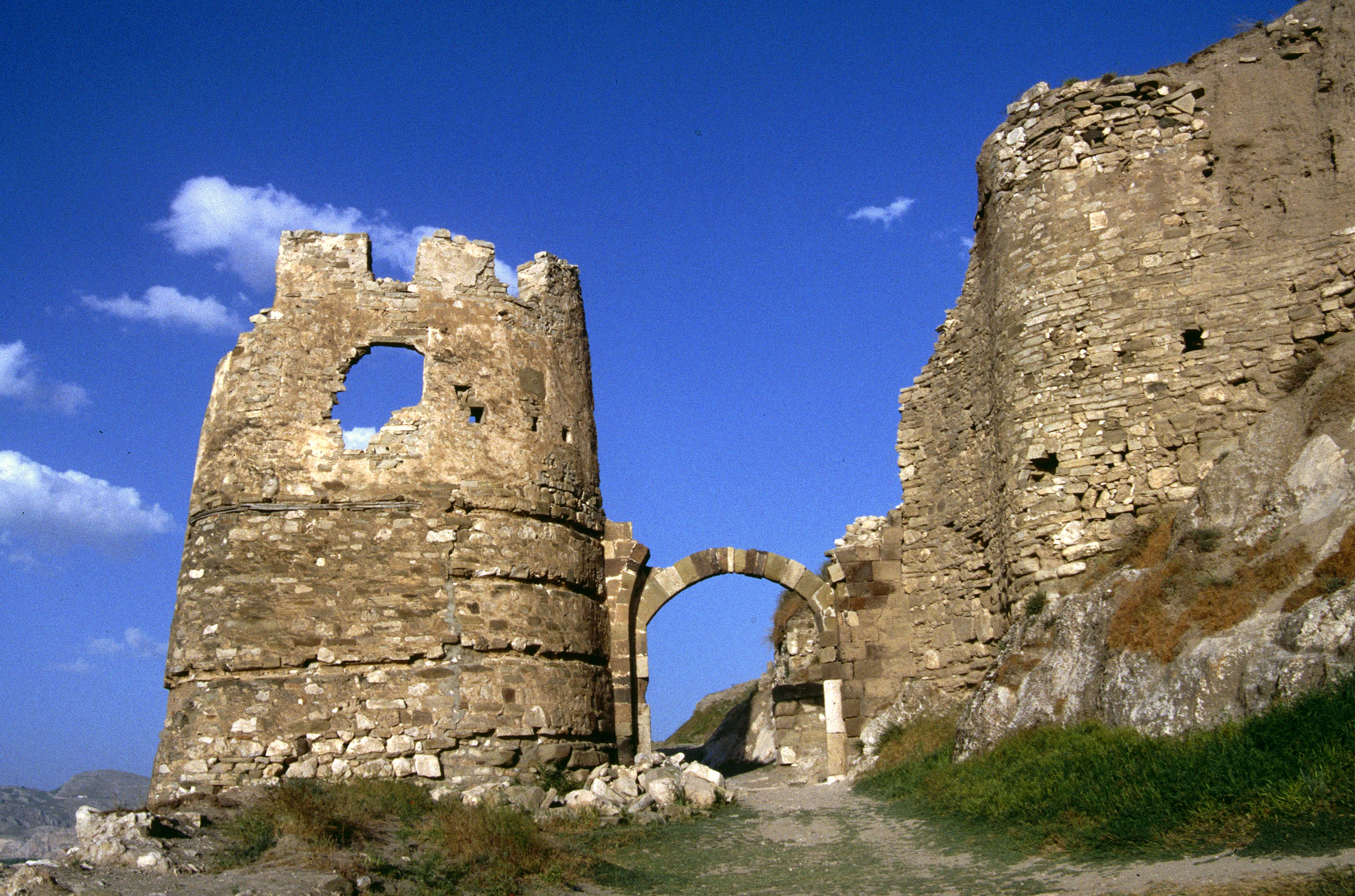
Ruiny cytadeli w Tuszpie

Miasta urartyjskie powstawały wokół ośrodków kultu religijnego, w pobliżu źródła słodkiej wody. Zakładano je według ustalonego planu, o czym świadczą źródła pisane. Powierzchnia miasta wynosiła średnio od 50 do 200 ha. Granicę wyznaczały mury obronne wzmacniane wieżami. Od wież do wewnątrz miasta odchodziły mury, dzielące przestrzeń miejską na dzielnice, dzięki czemu łatwiej było obronić miasto podczas najazdu lub odciąć pozostałe dzielnicy w razie buntu mieszkańców. Środkowy (zwykle na wzgórzu) obszar miejski przeznaczony był na cytadelę, pałac i świątynię, które górowały nad miastem. Ponieważ zabudowania te pełniły funkcję ośrodka polityczno-administracyjnego, były zabezpieczone dodatkowymi murami i rowami z wodą.
Dzielnice miejskie miały zwartą zabudowę. Przecinały je wąskie uliczki. Domy mieszkalne miały jedną, dwie lub trzy kondygnacje. Okna wychodziły na wewnętrzny dziedziniec – podobnie, jak w mezopotamskiej tradycji budowlanej. Część przestrzeni miejskiej przeznaczona była na różnego rodzaju zakłady produkcyjne, składy, warsztaty rzemieślnicze, obszary rekreacyjne. Nekropolie sytuowane były za murami miejskimi, w niewielkiej odległości od miasta.
Głównym miastem Urartu w okresie IX–VII wieku p.n.e. była Tuszpa położona w nad jeziorem Wan. Nad miastem górowała silnie ufortyfikowana cytadela wzniesiona na trudno dostępnej Skale Wan. Na jej stokach w czasie prac archeologicznych odsłonięto ruiny przybytku Chaldiego. Zagospodarowane było także wnętrze skały. Wydrążono w niej pomieszczenia, które zostały przeznaczone na komnaty królewskie i krypty. Miasto zostało zbudowane na kilku poziomach połączonych ze sobą schodami i otoczonych murami. Ściany domostw były malowane na czerwień i błękit. Przy zachodnim podnóżu Skały Wan odkryto ruiny przystani. Woda pitna była doprowadzania ponad siedemdziesięciokilometrowym kanałem. W promieniu dziesięciu kilometrów od ruin Tuszpy odkryto pozostałości po kilku monumentalnych twierdzach.
Najlepiej zbadanym przez archeologów miastem urartyjskim jest Tejszebaini. Zlokalizowane było na wzgórzu Karmir Blur. Miasto zostało zbudowane według planu. Przestrzeń była poprzecinana regularnymi ulicami głównymi i podrzędnymi ślepymi uliczkami. Również w Tejszebaini centrum stanowiła cytadela i pałac króla. Wokół cytadeli usytuowane były wille i rozbudowane domostwa, które zajmowali żołnierze i urzędnicy. Biedniejsi mieszkańcy miasta zamieszkiwali dzielnice na obrzeżach, w pobliżu murów miejskich.
W  odróżnieniu od innych miast urartyjskich Argisztihinili zbudowano na niewysokim wzgórzu, w związku z czym miasto nie miało monumentalnych budowli obronnych. W celu obrony wokół wzgórza wzniesione zostały mury według wzorca urartyjskiego: na fundamencie z ciosanych bloków bazaltowych m.in. wzniesiono ścianę z cegieł, fasady wzmocniono przyporami i masywnymi wieżami. Argisztihinili zbudowano na planie prostokąta o wymiarach 5×2 km. Cały teren (m.in. zabudowania na sąsiednich wzgórzach), znajdujący się pod kontrolą miasta, wynosił około 1000 ha. Miasta strzegły dwie masywne cytadele w zachodniej i wschodniej części. Wzdłuż murów miejskich przebiegały kanały, doprowadzające wodę.
Charakterystyczną cechą miasta-twierdzy Erebunu było to, że wzniesione zostało do celów militarnych. Cytadela nie została zintegrowana z zabudowaniami miejskimi. Zespół twierdzy otoczono murami, układającymi się w kształt trójkąta.

## Cytadele

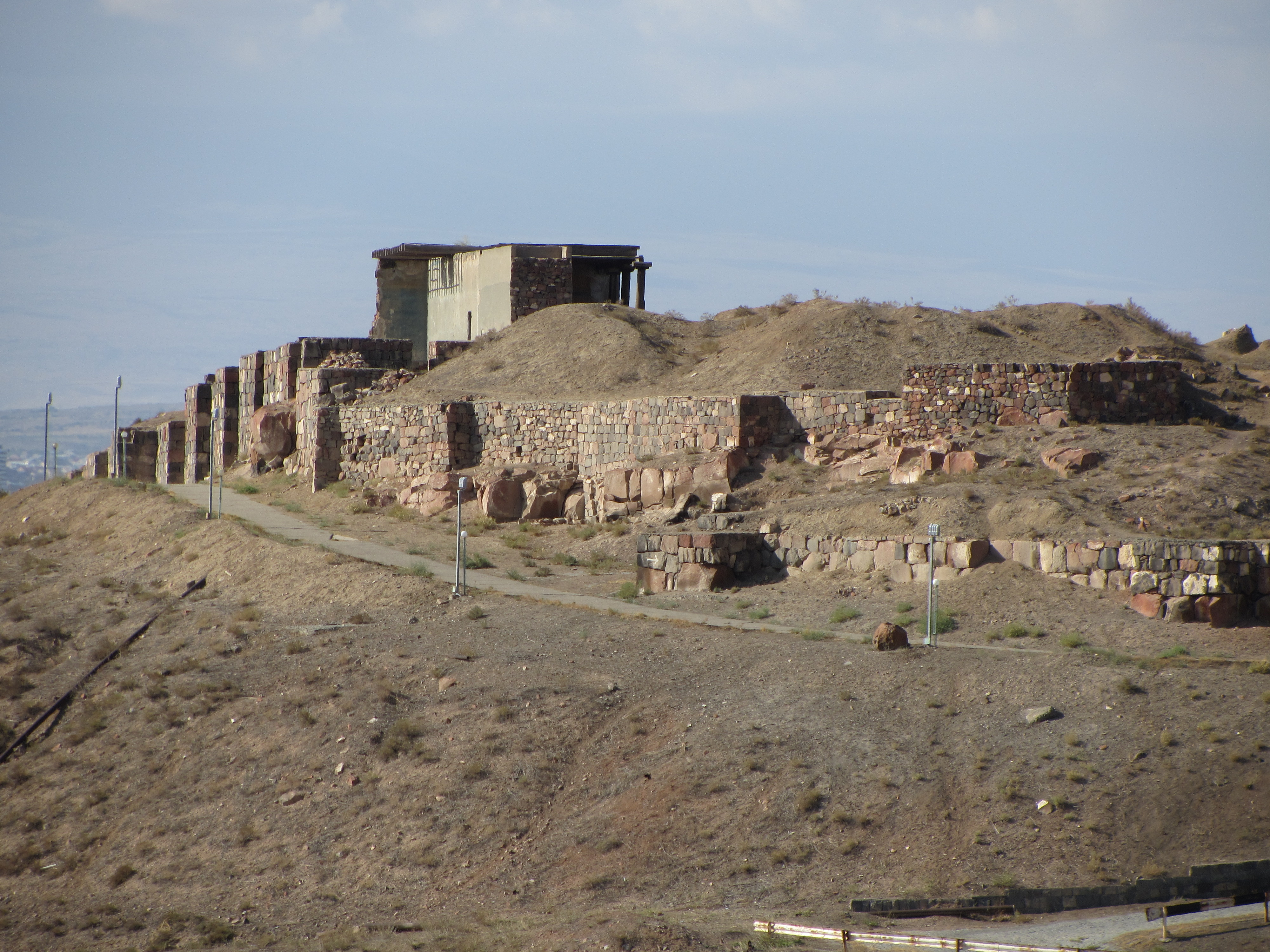
Ruiny Erebuni

Cytadele stanowiły centrum życia gospodarczo-politycznego miast urartyjskich. W ich obrębie mieściły się pałac władcy, zabudowania gospodarcze, składy żywności. Wzmacniano je murami, wieżami, bramami i fosami z wodą. Cytadele wznoszono na stokach wzgórz, dlatego miały tarasową zabudową. Znane są dwa typy cytadeli urartyjskich: Erebuni i Tejszebaini.
1. Najlepiej zachowaną cytadelą urartyjską jest wzniesiona w 782 roku p.n.e. Erebuni. W jej obrębie znajdował się kompleks pałacowy, którego przestrzeń była podzielona na część oficjalną, salę tronową, salę do audiencji, komnaty prywatne, zabudowania gospodarcze, pomieszczenia dla żołnierzy, straży i służby pałacowej. Wejścia do poszczególnych pomieszczeń sytuowały się od strony dziedzińców, które były źródłem światła dla pomieszczeń. Przy jednym z dziedzińców mieściła się także świątynia Chaldiego, przed wejściem do niej wzniesiono portyk z dwunastoma kolumnami. Ściany pałacu udekorowane były malowidłami[19].
2. Cytadelę Tejszebaini odróżnia od Erebuni jej przeznaczenie. O ile Erebuni od początku było twierdzą obronną, tak Tejszebaini było centrum gospodarczym, w którym przechowywano zasoby żywnościowe, co wpłynęło na rozplanowanie jej pomieszczeń. Poszczególne budynki twierdzy miały od jednej do dwóch kondygnacji. Wyższe piętra były przeznaczone na mieszkania i świątynie. Zamiast dziedzińców pomiędzy budynkami wytyczono korytarze, które służyły też za miejsca do warsztatów i przechowywania zboża i wina. Dziedzińce ulokowano przed fasadami budynków[18].

## Świątynie
Urartu było zamieszkane przez różne plemiona, z tego powodu na jego obszarze istniało kilka typów świątyń. Wspólnymi ich cechami architektonicznymi było to, że miały niewielkie rozmiary oraz wznoszono je na planie kwadratu lub prostokąta (z wejściem na dłuższym lub krótszym boku). Trzy typy świątyń urartyjskich reprezentują przybytek Chaldiego i świątynia Susi w Erebuni oraz świątynia w Altıntepe.
1. Świątynia Chaldiego w Erebuni łączy tradycje sakralnego budownictwa mezopotamskiego i syryjskiego. Wejście do niej zdobił kolumnowy portyk, nawiązujący do północnosyryjskiego bit hilani. Wewnątrz świątyni mieściła się podłużna cella, za nią – pomieszczenie, z którego było wyjście do czworobocznej wieży. Dolna część wieży była wzmocniona podmurowaniem, co kształtem przypominało mezopotamskie zigguraty. Posadzka była ułożona z wielokolorowych drobnych deszczułek. Ściany przybytku zdobiły malowidła, odwołujące się stylistyką do sztuki asyryjskiej.
2. Świątynia Susi w Erebuni swoją formą przypominała megaron. Wzniesiona była na planie prostokąta z wejściem na krótszym boku. Jej podstawę stanowił cokół. Dziedziniec świątynny wsparty był na kolumnach. Fronton był wysunięty do przodu. Ściany zdobiły malowidła oraz złote i brązowe tarcze. Przed portalami stały rzeźby świętych zwierząt. Do tego typu świątyń urartyjskich zaliczana jest zburzona w 714 roku p.n.e. przez Sargona II świątynie w Musasirze, której wygląd znany jest z reliefu w Durszarrukin.
3. Świątynia w Altıntepe nie ma analogii w budownictwie sakralnym starożytnego Bliskiego Wschodu. Przybytek wzniesiono na planie kwadratu. Prawdopodobnie swoją formą zbliżony był do monumentalnych wież[21].

## Domy

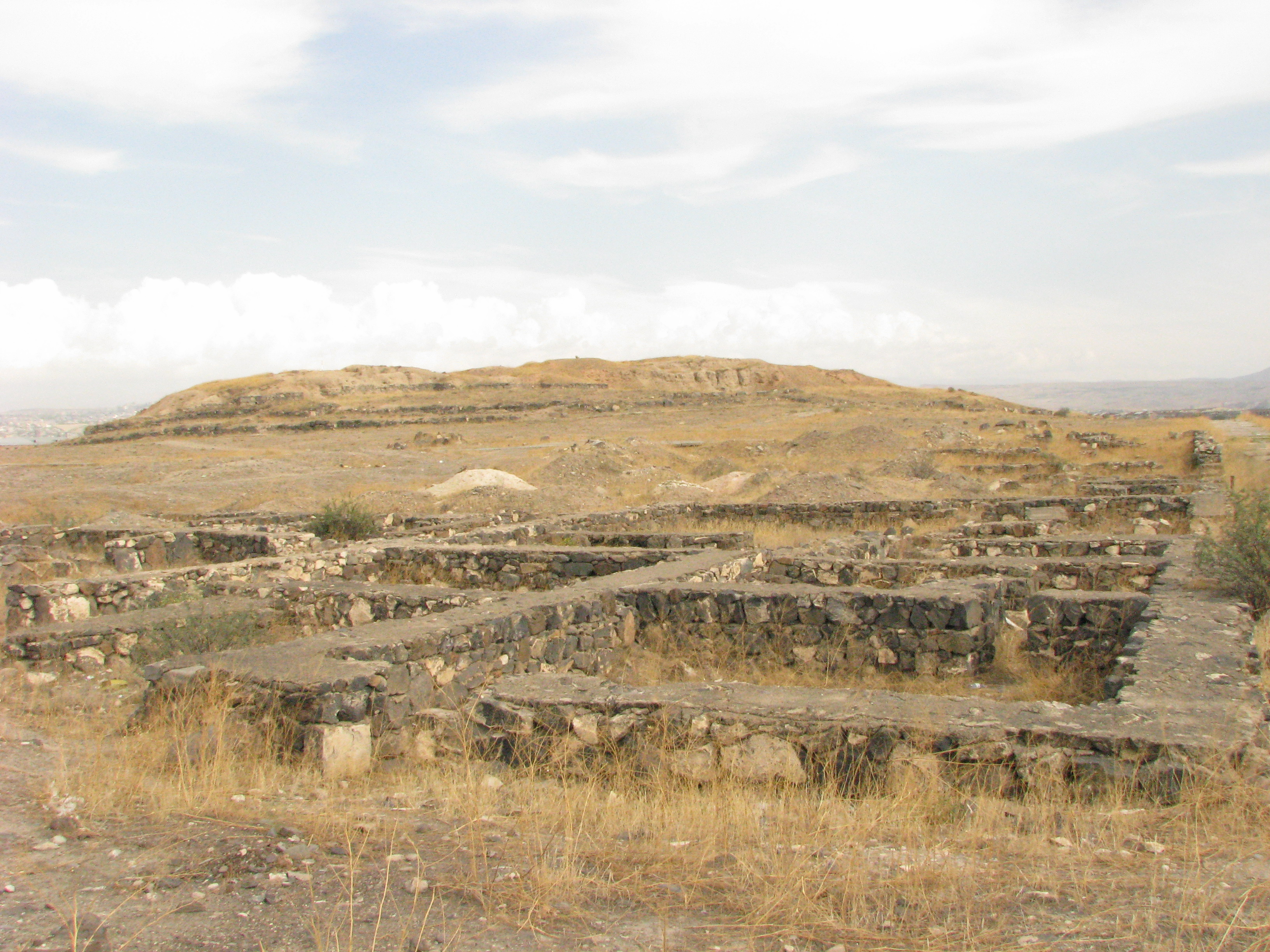
Pozostałości po zabudowaniach miejskich Tejszebaini

Urartyjskie domy mieszkalne budowano na planie prostokąta. Znane są trzy typy domów:
1. Składający się z dwóch lub trzech pomieszczeń, usytuowanych wokół centralnie położonego dziedzińca. Taki dom średnio miał około 100 m². Dziedziniec stanowił połowę przestrzeni domostwa, częściowo był zadaszony. Dach wspierano na drewnianych słupach. Przestrzeń dziedzińca przeznaczano na urządzenie paleniska, zbiornik wody i do trzymania zwierząt domowych.
2. Bardziej okazały dom, prawdopodobnie zajmowany przez urzędników, o powierzchni około 550 m². Dziedziniec tego typu domostw był nieco mniejszy, kwadratowy, niezadaszony, dookoła niego budowano kryte kolumnowe portyki. Pomieszczenia mieszkalne domu ogrzewane były przenoszonymi piecykami.
3. Domy o wyglądzie greckich megaronów z portykami. Takie domy miały zadaszone pomieszczenia, w których na stałe utrzymywano paleniska. Dach wspierały dwie drewniane kolumny. Wejście do przestrzeni gospodarczej znajdowało się od strony dziedzińca. Dziedziniec był zadaszony i otoczony murem[22].

## Wyciosane jaskinie

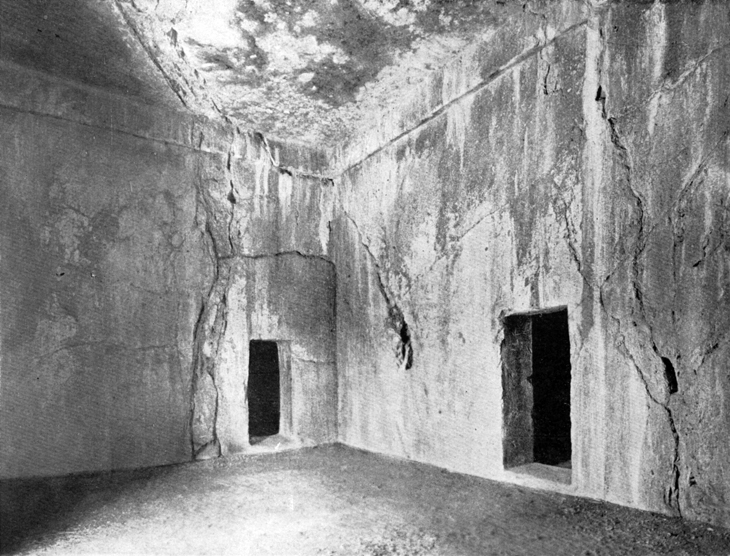
Sala wyciosana w skale

Ze względu na położenie Urartu dużą część budownictwa stanowią pomieszczenia ciosane w skale. Na Wyżynie Armeńskiej często spotykane są wyciosane tarasy, schody, place. Początkowo uważano, że ten typ budownictwa poza praktycznym miał charakter kultowy. W literaturze wysokie schody (sięgające nawet 1 m) otrzymały nazwę „irracjonalne”. Badanie twierdz wykazało jednak, że wspierano na nich mury. Kultowy charakter miały natomiast nisze przy schodach, w których umieszczano teksty religijne lub relacje z wydarzeń. Nisze nazywano „wrotami boga”. Do najbardziej znanych należą „drzwi Mhera”. Przed niszą usytuowany był plac przeznaczony do obrzędów religijnych.
Zachowało się kilka grup sztucznych jaskiń wydrążonych w Skale Wan: od południowej i południowo-zachodniej strony. Są to niewielkie, połączone ze sobą groty, prowadzące do sali. W pierwszej grocie od wejścia znajdowała się wyciosana w kamieniu ława, z której widać jezioro Wan. Na ścianach grot wydrążone są nisze, w których umieszczano płyty z tekstem klinowym i prawdopodobnie montowano oświetlenie.

## Budownictwo sepulkralne
Architekturę sepulkralną reprezentują dwa typy grobowców:
1. Skalne, wyciosane w Skale Wan (Tuszpa),
2. Komorowe, składające się z jednego do trzech pomieszczeń, ułożone z dużych bloków kamiennych i przykryte płytami lub sklepieniem. Ten typ grobowców odkryty został w Altıntepe[25].